# Свердлово (Крым)

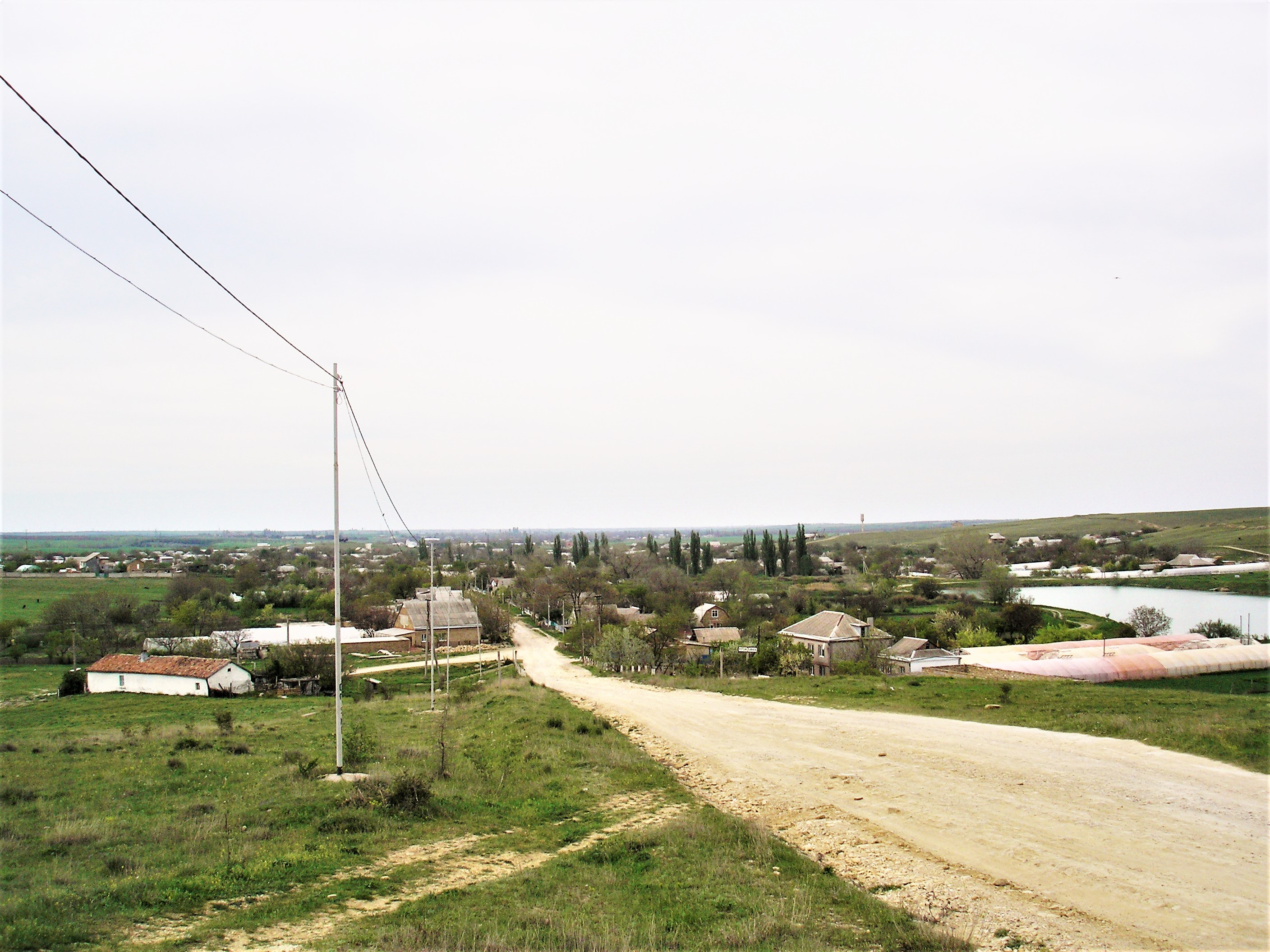
Восточная окраина Урожайного — бывшее Свердлово

Свердло́во (до 1948 года Мусса́-Аджи́-Эли́; укр. Свердлове, крымскотат. Musa Acı Eli, Муса Аджы Эли) — упразднённое село в Симферопольском районе Крыма, включённое в состав села Урожайного, сейчас — юго-восточная часть села у реки Чуюнча.

## История
Первое документальное упоминание села встречается в Камеральном Описании Крыма… 1784 года, судя по которому, в последний период Крымского ханства Мусагаджи входила в Чоюнчинский кадылык Акмечетского каймаканства. После присоединения Крыма к России (8) 19 апреля 1783 года, (8) 19 февраля 1784 года, именным указом Екатерины II сенату, на территории бывшего Крымского Ханства была образована Таврическая область и деревня была приписана к Перекопскому уезду. После Павловских реформ, с 1796 по 1802 год, входила в Акмечетский уезд Новороссийской губернии. Упоминается, как деревня Усеин Аджи в материалам «…прошения депутатов Таврической области на Высочайшее имя…» от 1796 года. По новому административному делению, после создания 8 (20) октября 1802 года Таврической губернии, Муса-Аджи-Эли была включена в состав Эскиординской волости Симферопольского уезда.
По Ведомости о всех селениях в Симферопольском уезде состоящих с показанием в которой волости сколько числом дворов и душ… от 9 октября 1805 года, в деревне Мусаджи-Эли числилось 17 дворов и 95 жителей, исключительно крымские татары. На военно-топографической карте 1817 года обозначен Мусаджи ели с 13 дворами. После реформы волостного деления 1829 года Муса-Аджи-Эли, согласно «Ведомости о казённых волостях Таврической губернии 1829 года», передали из Эскиординскои волости в состав Сарабузской. На карте 1836 года в деревне 16 дворов. Видимо, вследствие эмиграции крымских татар в Турцию, деревня опустела и на карте 1842 года  Масаджа эли обозначен условным знаком «малая деревня», то есть, менее 5 дворов.
В 1860-х годах, после земской реформы Александра II, деревню приписали к Зуйской волости, но в «Списке населённых мест Таврической губернии по сведениям 1864 года» деревня не значится. Если на карте 1865 года Масаджи=Эли ещё обозначен, то на карте с корректурой 1876 года его уже нет. Только в «Памятной книге Таврической губернии 1889 года» по результатам Х ревизии 1887 года записан Масаджи-Эли с 7 дворами и 51 жителем.
После земской реформы 1890 года Муса-Аджи-Али отнесли к Подгородне-Петровской волости, но записана Муса-Аджи-Эли, как деревня Сарабузского сельское общество, с 9 жителями в 2 домохозяйствах, только в «…Памятной книжке Таврической губернии на 1902 год». На 1914 год в селении действовала земская школа. По Статистическому справочнику Таврической губернии. Ч.II-я. Статистический очерк, выпуск шестой Симферопольский уезд, 1915 год, в деревне Мусса-Аджи-Эли Подгородне-Петровской волости Симферопольского уезда числилось 20 дворов с русским населением без приписных жителей, но со 115 — «посторонними», из которых 60 мужчин и 55 женщин. Жители землёй не владели, в хозяйствах имелось 80 лошадей, 20 волов, 70 коров и 300 голов мелкого скота.
После установления в Крыму Советской власти, по постановлению Крымревкома от 8 января 1921 года была упразднена волостная система и село включили в состав вновь созданного Сарабузского района Симферопольского уезда, а в 1922 году уезды получили название округов. 11 октября 1923 года, согласно постановлению ВЦИК, в административное деление Крымской АССР были внесены изменения, в результате которых был ликвидирован Сарабузский район и образован Симферопольский и село включили в его состав. Согласно Списку населённых пунктов Крымской АССР по Всесоюзной переписи 17 декабря 1926 года, в селе Мусса-Аджи-Эли, центре Мусса-Аджи-Элинского сельсовета (упразднённого к 1940 году) Симферопольского района, числилось 48 дворов, из них 42 крестьянских, население составляло 234 человека, из них 225 русских, 7 украинцев, 2 записаны в графе «прочие», действовала русская школа.
В 1944 году, после освобождения Крыма от фашистов, 12 августа 1944 года было принято постановление № ГОКО-6372с «О переселении колхозников в районы Крыма» и в сентябре 1944 года в район приехали первые новоселы (214 семей) из Винницкой области, а в начале 1950-х годов последовала вторая волна переселенцев из различных областей Украины. С 25 июня 1946 года Мусса-Аджи-Эли в составе Крымской области РСФСР. Указом Президиума Верховного Совета РСФСР от 18 мая 1948 года, Мусса-Аджи-Эли переименовали в Свердлово. 26 апреля 1954 года Крымская область была передана из состава РСФСР в состав УССР. Решением Крымоблисполкома от 8 сентября 1958 года № 834 Свердлово объединили с Урожайным «как фактически слившиеся между собой».

### Динамика численности населения
- 1805 год — 95 чел.[12]
- 1889 год — 51 чел.[20]
- 1902 год — 9 чел.[22]
- 1915 год — 0/115 чел.[24][35]
- 1926 год — 234 чел.[29]